# Alejo Indias Álvarez
Alejo Indias Álvarez (Don Benito, 14 d'octubre de 1966) és un exfutbolista català, que ocupava la posició de defensa.

## Trajectòria
Sorgit del planter del FC Barcelona, arriba al 1987 al primer filial, amb qui jugaria dos anys en Segona Divisió. L'estiu de 1989 fitxa per la UE Figueres, també de la categoria d'argent, on romandrà fins a 1992.
Al mercat d'hivern de la temporada 92/93, Alejo deixa el club català i marxa al Celta de Vigo, amb qui debuta a la primera divisió. El català es va fer un lloc titular a la defensa gallega, que no abandonaria fins a la campanya 96/97. En eixos quatre anys i mig, el defensa acumularia 158 partits i set gols amb el Celta.
Amb el conjunt gallec va arribar a la final de Copa del Rei del 1994, contra el Reial Saragossa. Els aragonesos van guanyar el partit, i Alejo va fallar una pena màxima.
La temporada 97/98 recala a les files de l'Elx CF. Al club il·licità la seua aportació aniria de més a menys, fins a aparèixer en només sis partits a la seua darrera campanya en actiu, la 00/01.